# Krvavý Rybník
Krvavý Rybník är en sjö i Tjeckien.   Den ligger i regionen Södra Böhmen, i den centrala delen av landet, 120 km söder om huvudstaden Prag. Krvavý Rybník ligger 535 meter över havet. Arean är 1,1 kvadratkilometer. I omgivningarna runt Krvavý Rybník växer i huvudsak blandskog. Den sträcker sig 1,6 kilometer i nord-sydlig riktning, och 1,0 kilometer i öst-västlig riktning.
Följande samhällen ligger vid Krvavý Rybník:
- Člunek (476 invånare)